# Roller Hockey International

Logo der Roller Hockey International

Roller Hockey International (RHI) war eine professionelle Inlinehockeyliga in den Vereinigten Staaten und Kanada. Sie bestand von 1993 bis 1999 und war die erste Profiliga im Inlinehockey. Der Sieger der Play-offs erhielt den Murphy Cup, benannt nach dem Ligagründer Dennis A. Murphy.
Mit dem Inlineskate-Boom in den USA Anfang der 1990er Jahre, entdeckten auch immer mehr Eishockeyspieler die Inline-Skates als Alternative für den Sommer. Daraufhin wurde die RHI gegründet, um die Liga im Zuge des aufkommenden Trends dauerhaft zu etablieren. Die Spieler kamen hauptsächlich aus den nordamerikanischen Eishockey-Minor Leagues. Die Liga startete mit zwölf Mannschaften und wurde im zweiten Jahr um zwölf weitere aufgestockt, bekam jedoch mit Abnahme der Trendsportart Inlinehockey finanzielle Probleme und sank in ihrer Popularität. Als 1998 auch die restlichen zehn Teams ihr Aus verkündeten oder in die Konkurrenzliga Major League Roller Hockey wechselten, wurde die Saison 1998 abgesagt. 1999 startete die RHI nach einjähriger Pause mit acht Teams erneut, musste die Saison 2000 aber ebenfalls absagen. 2001 folgte die endgültige Auflösung der Liga.

## Modus und Regeln
| Saison | Mannschaften | Hauptrundenspiele |
| ------ | ------------ | ----------------- |
| 1993   | 12           | 14                |
| 1994   | 24           | 22                |
| 1995   | 19           | 24                |
| 1996   | 18           | 28                |
| 1997   | 10           | 24                |
| 1999   | 8            | 26                |

Durch die starke Variation an teilnehmenden Mannschaften konnte sich kein durchgehender Modus etablieren. Die Spielanzahl schwankte von 14 bis zu 28 Hauptrundenpartien, auf alle sechs Saisons ergibt sich ein Schnitt von 23 Spielen.
Die Regeln waren an die Eishockeyregeln der National Hockey League angelehnt. Die Spielfläche entsprach in etwa den heutigen im Inlinehockey geltenden Vorgaben. Die Teams spielten in Multifunktionsarenen vor mehreren tausend Zuschauern. Der Strafenkatalog sah folgende Sanktionen vor:
- kleine Strafe (Minor): 1½ Min
- doppelte kleine Strafe (Double Minor): 3 Min
- große Strafe (Major): 4 Min
- Disziplinarstrafe (Misconduct): 10 Min
- Spieldauerstrafe (Major Game Misconduct): 10 Min + 1 Spielsperre + Penalty-Schuss für den Gegner

Im Fall einer Schlägerei erhielt ein Spieler wie in der NHL eine große Strafe. Zusätzlich wurde er vom laufenden Spiel sowie dem darauffolgenden ausgeschlossen. In der NHL darf ein Spieler jedoch nach Absitzen der großen Strafe wieder ins Geschehen eingreifen.
Die Spielzeit betrug viermal zwölf Minuten, eine Mannschaft bestand aus 12 bis 14 Feldspielern und zwei Torhütern. Im Falle eines Unentschiedens nach Ablauf der regulären Spielzeit folgte immer ein Penaltyschießen (Shootout) ohne Verlängerung (Overtime). Der Sieger einer Partie erhielt zwei Punkte, der Verlierer null. Für eine Niederlage nach Penaltyschießen gab es einen Punkt.

## Mannschaften
Die Roller Hockey International spielte von 1993 bis 1997 und 1999. Insgesamt starteten 31 Franchises in der Liga, achtmal wurden diese umgesiedelt (zwei Franchise wurden dabei sogar zweimal verlegt). In zwei Fällen benannten sich Franchises um, ohne den Standort zu wechseln.
| - Anaheim Bullfrogs (1993–1997, 1999) - Atlanta Fire Ants (1994, wurden Oklahoma Coyotes) - Buffalo Stampede (1994–1995) - Buffalo Wings (1997, 1999) - Calgary Rad’z (1993–1994) - Chicago Bluesmen (1999) - Chicago Cheetahs (1994–1995) - Connecticut Coasters (1993, wurden Sacramento River Rats) - Dallas Stallions (1999) - Denver Daredevils (1996) - Detroit Motor City Mustangs (1995) - Edmonton Sled Dogs (1994, wurden Orlando Rollergators) - Empire State Cobras (1996, wurden Buffalo Wings) - Florida Hammerheads (1993–1994) - Las Vegas Coyotes (1999) - Las Vegas Flash (1994) - Long Island Jawz (1996) - Los Angeles Blades (1993–1997) - Minnesota Arctic Blast (1994, 1996) - Minnesota Blue Ox (1995, 1999) | - Montreal Roadrunners (1994–1997) - New England Stingers (1994, wurden Ottawa Loggers) - New Jersey Rockin’ Rollers (1994–1997) - Oakland Skates (1993–1996, 1999) - Oklahoma Coyotes (1995–1996, wurden Las Vegas Coyotes) - Orlando Rollergators (1995, umbenannt in Orlando Jackals 1996–1997) - Ottawa Loggers (1995–1996, umbenannt in Ottawa Wheels 1997) - Philadelphia Bulldogs (1994–1996) - Phoenix Cobras (1994–1995, wurden Empire State Cobras) - Pittsburgh Phantoms (1994) - Portland Rage (1993–1994) - Sacramento River Rats (1994–1997) - St. Louis Vipers (1993–1997, 1999) - San Diego Barracudas (1993–1996) - San Jose Rhinos (1994–1997, 1999) - Tampa Bay Tritons (1994) - Toronto Planets (1993) - Utah Rollerbees (1993, wurden Las Vegas Flash) - Vancouver Voodoo (1993–1996) |

## Murphy-Cup-Sieger
| Saison | Gewinner          | Serie | Finalist                   |
| ------ | ----------------- | ----- | -------------------------- |
| 1993   | Anaheim Bullfrogs | 2–0   | Oakland Skates             |
| 1994   | Buffalo Stampede  | 2–0   | Portland Rage              |
| 1995   | San Jose Rhinos   | 2–1   | Montreal Roadrunners       |
| 1996   | Orlando Jackals   | 2–1   | Anaheim Bullfrogs          |
| 1997   | Anaheim Bullfrogs | 2–0   | New Jersey Rockin’ Rollers |
| 1999   | St. Louis Vipers  | 1–0   | Anaheim Bullfrogs          |